# 12 (песня)
«12» — песня российского рэп-исполнителя и музыканта Моргенштерна, выпущенная 14 марта 2022 изначально в Telegram в связи с неудачными попытками выпуска трека на цифровых площадках. Днём позднее появилась и на площадках — дистрибьютором выступил ONErpm (через независимый лейбл). Музыкальный клип на песню вышел 14 марта 2022 года. 21 июня 2022 года релиз был перевыпущен через Zvonko Digital (НЦА) (также через независимый лейбл). Песня посвящена дню рождения 12-летнего брата Алишера Эмира и вторжению России на Украину.

## Предыстория
Первая информация о треке появилась 2 марта в профиле в Instagram музыканта, в описании было указано название трека, а шестой фотографией была показана обложка предстоящего трека. В этот же день музыкальный продюсер Palagin приехал домой к Алишеру и написал музыку песни.

## Текст
Песня посвящена брату Алишера Эмиру, которому в день выхода песни (14 марта 2022 года) исполнилось 12 лет:
Private jet, Дубай, Испания, чтобы порадовать брата (Эй)
Как хорошо, что он рос не в России, его не учили бояться
Малому сегодня двенадцать (Малому сегодня двенадцать)
Также песня посвящена вторжению России на Украину в феврале 2022 года. Песня начинается со слов Дмитрия Гордона, сказанных им в прямом эфире телеканала «Дождь» 27 февраля 2022 года по поводу вооружённого конфликта в адрес российских военных — «пиздуйте нахуй отсюда, ебаные пидарасы!». В припеве Алишер высказывается по поводу отправки российских солдат на Украину — «Большие дяди отправят на бойню — дядям всегда было похуй». В конце клипа проигрывается голосовое сообщение от мамы Palagin, находящейся на Украине и текст на чёрном фоне, где музыкант и битмейкер призывают к миру — «Он украинец. Я русский. Мы делаем музыку вместе. Для всего мира. Мы хотим мира. Мы хотим дружбы». Также в песне присутствует отсылка к синглу Oxxxymiron при участии Schokk «То густо, то пусто».

## Чарты
| Чарт (2022)                | Высшая позиция |
| -------------------------- | -------------- |
| Беларусь (YouTube)         | 1              |
| Эстония (YouTube)          | 1              |
| Латвия (YouTube)           | 1              |
| Молдова (YouTube)          | 1              |
| Россия (YouTube)           | 1              |
| Украина (YouTube)          | 1              |
| Литва (YouTube)            | 2              |
| Казахстан (YouTube)        | 9              |
| Чехия (YouTube)            | 12             |
| Германия (YouTube)         | 12             |
| Польша (YouTube)           | 15             |
| Дания (YouTube)            | 52             |
| Германия (YouTube)         | 61             |
| Эстония (Apple Music)      | 1              |
| Латвия (Apple Music)       | 1              |
| Молдова (Apple Music)      | 1              |
| Литва (Apple Music)        | 1              |
| Украина (Apple Music)      | 1              |
| Россия (Apple Music)       | 6              |
| Таджикистан (Apple Music)  | 9              |
| Польша (Apple Music)       | 14             |
| Азербайджан (Apple Music)  | 16             |
| Казахстан (Apple Music)    | 31             |
| Армения (Apple Music)      | 34             |
| Кыргызстан (Apple Music)   | 40             |
| Исландия (Apple Music)     | 105            |
| Чехия (Apple Music)        | 107            |
| Кипр (Apple Music)         | 111            |
| Туркменистан (Apple Music) | 185            |
| Россия (iTunes)            | 24             |
| Украина (iTunes)           | 37             |
| Швеция (iTunes)            | 95             |
| Украина (Shazam)           | 7              |
| Беларусь (Shazam)          | 11             |
| Россия (Shazam)            | 46             |
| Польша (Shazam)            | 73             |
| Казахстан (Shazam)         | 185            |
| Украина (Spotify)          | 2              |
| Латвия (Spotify)           | 2              |
| Россия (Spotify)           | 4              |
| Эстония (Spotify)          | 24             |
| Литва (Spotify)            | 113            |
| Россия (Shazam)            | 80             |
| Польша (Shazam)            | 86             |
| Литва (Spotify)            | 98             |
| Украина (Deezer)           | 3              |
| Эстония (Deezer)           | 22             |
| Латвия (Deezer)            | 30             |
| Россия (Deezer)            | 45             |